# لیدکومب
لیدکومب (به انگلیسی: Lidcombe) یک حومه شهر در استرالیا است که در نیو ساوت ولز واقع شده‌است.